# Andréas Zaïmis
Pour les articles homonymes, voir Famille Zaïmis.
Andréas Zaïmis (1791-1840 ; grec moderne : Ανδρέας Ζαΐμης) est un homme d'État grec, acteur de la guerre d'indépendance grecque.

## Biographie
Il est le fils d'Asimakis Zaïmis et appartenait à une famille de primats basée dans le village de Kerpiní, près de Kalavryta, dans le nord du Péloponnèse.
Il participe aux débuts de l'insurrection grecque en 1821 à la tête de ses troupes personnelles, dans les combats autour de Patras.
Il est membre du Sénat du Péloponnèse, un organe gouvernemental provisoire, et participe comme délégué de ce sénat à l'Assemblée nationale d'Épidaure en janvier 1822. Il est ensuite parallèlement membre du Législatif, un des deux organes du gouvernement central mis en place.
Il participe à l'Assemblée nationale d'Astros en 1823, et est alors nommé membre de l’Exécutif. Il n'occupe cette fonction que pendant quelques mois, jusqu'au début de la première guerre civile grecque, début 1824 ; il rejoint alors le « camp » du Législatif contre ses anciens collègues de l'Exécutif, et prend part aux combats qui aboutirent à la défaite des rebelles du parti de Kolokotronis.
Avec ses alliés comme Londos, un autre primat, il entre cependant rapidement en conflit avec le gouvernement ; il est, entre autres, accusé d'avoir négocié une reddition trop clémente pour Kolokotronis. Il n'est en effet pas dans l'intérêt des primats du Péloponnèse de trop avantager le gouvernement alors dominé par les armateurs des îles, les partisans de Mavrokordatos et les Rouméliotes. Ces conflits d'intérêts aboutissent à un renversement des alliances et à une seconde guerre civile en 1824 : les Zaïmis et les Londos s'allient avec le parti de Kolokotronis contre le gouvernement, mais ils sont cette fois vaincus par les troupes rouméliotes. Zaïmis et sa famille sont assiégés à Kerpini par les Rouméliotes venant de Missolonghi, dont des Souliotes de Tzavelas, et doivent fuir vers les îles Ioniennes tandis que leurs propriétés sont pillées.
Après le débarquement d'Ibrahim pacha en février 1825, les « rebelles » bénéficient d'une amnistie et peuvent retourner dans la Péloponnèse. Zaïmis, alors membre de l'informel Parti anglais, est élu président de la nouvelle Commission exécutive nommée lors de la seconde assemblée d'Épidaure en avril 1826. Rapidement, ce nouveau gouvernement perd de son influence, en butte notamment à l'opposition du parti de Kolokotronis, favorable à la Russie et à l'élection à la tête de l'État de Ioannis Kapodistrias.
Il perd donc son poste gouvernemental lors de l'assemblée de Trézène ; par la suite il est membre du Panellínion puis du Sénat.

## Famille et descendance
Il épouse la fille d'un autre primat, Ioannis Deliyannis. Il a plusieurs enfants, dont :
- Thrasivoulos Zaimis

## Sources
- (el) Parlement grec, Μητρώο Πληρεξουσίων, Γερουσαστών και Βουλευτών. 1822-1935, Athènes, Parlement grec,‎ 1986, 159 p. (lire en ligne) [PDF]